# Cervelló (kommunhuvudort)
Cervelló är en kommunhuvudort i Spanien.   Den ligger i provinsen Província de Barcelona och regionen Katalonien, i den östra delen av landet, 500 km öster om huvudstaden Madrid. Cervelló ligger 119 meter över havet och antalet invånare är 7 151.
Terrängen runt Cervelló är kuperad. Runt Cervelló är det mycket tätbefolkat, med 6 019 invånare per kvadratkilometer. Närmaste större samhälle är Barcelona, 16,7 km öster om Cervelló. Runt Cervelló är det i huvudsak tätbebyggt.